# Allie Kiick
Alexandra „Allie” Kiick (ur. 30 czerwca 1995 w Fort Lauderdale) – amerykańska tenisistka.

## Kariera tenisowa
W rozgrywkach zawodowych debiutowała w kwietniu 2011 roku, biorąc udział z dziką kartą w turnieju rangi ITF w Pelham. Pierwszy sukces odniosła w październiku 2011 roku, wygrywając turniej ITF w grze pojedynczej w Amelia Island. W sumie wygrała siedem turniejów w grze pojedynczej i dwa w grze podwójnej tej rangi.
W lipcu 2012 roku wzięła udział w kwalifikacjach do turnieju cyklu WTA Tour w Waszyngtonie, ale odpadła już w pierwszej rundzie. W marcu 2013 roku udanie przeszła przez kwalifikacje turnieju w Miami, w których pokonała Larę Arruabarrenę i Vanię King, dzięki czemu awansowała do turnieju głównego. W pierwszej rundzie przegrała z Madison Keys.
W latach 2012–2013 brała udział w kwalifikacjach do wielkoszlemowego US Open, ale za każdym razem odpadała w pierwszej rundzie.

## Wygrane turnieje rangi ITF
| turnieje z pulą nagród 100 000 $   |
| turnieje z pulą nagród 75/80 000 $ |
| turnieje z pulą nagród 50/60 000 $ |
| turnieje z pulą nagród 25 000 $    |
| turnieje z pulą nagród 15 000 $    |
| turnieje z pulą nagród 10 000 $    |

### Gra pojedyncza
|    | Data       | Turniej         | ($)    | Naw.   | Finalistka          | Wynik            |
| 1. | 02/10/2011 | Amelia Island   | 10 000 | ziemna | Chalena Scholl      | 6:7(5), 6:2, 6:3 |
| 2. | 10/03/2013 | Gainesville     | 10 000 | ziemna | Katerina Kramperova | 7:5, 6:1         |
| 3. | 21/12/2013 | Merida          | 25 000 | twarda | Ajla Tomljanović    | 3:6, 7:5, 6:0    |
| 4. | 03/05/2015 | Charlottesville | 50 000 | ziemna | Katerina Stewart    | 7:5, 6:7(3), 7:5 |
| 5. | 01/07/2018 | Båstad          | 25 000 | ziemna | Izabełła Szinikowa  | 6:2, 6:1         |
| 6. | 16/06/2019 | Barcelona       | 60 000 | ziemna | Çağla Büyükakçay    | 7:6(3), 3:6, 6:1 |
| 7. | 27/10/2019 | Cúcuta          | 25 000 | ziemna | Conny Perrin        | 6:2, 6:2         |